# Rostraria berythea
Rostraria berythea là một loài thực vật có hoa trong họ Hòa thảo. Loài này được (Boiss. & Blanche) Holub miêu tả khoa học đầu tiên năm 1974.